# Mr. Soft Touch
Mr. Soft Touch (bra: A Vida É um Jogo) é um filme noir estadunidense dirigido por Gordon Douglas e Henry Levin e estrelado por Glenn Ford e Evelyn Keyes. Foi lançado em 1 de agosto de 1949, pela Columbia Pictures.

## Enredo
Pouco antes do Natal, o ex-soldado Joe Marvel volta para casa e descobre que mafiosos mataram seu parceiro, que dirige uma boate com ele. Para evitar o mesmo destino, ele retira US$ 100.000 de seu cofre e se refugia em uma colônia administrada por meninas. No entanto, uma reportagem leva bandidos a seguir seu rastro.

## Elenco
- Glenn Ford ...Joe Miracle
- Evelyn Keyes ...Jenny Jones
- John Ireland ...Henry "Early" Byrd
- Beulah Bondi ...Clara Hangale
- Percy Kilbride ...Rickle
- Clara Blandick ...Susan Balmuss
- Ted de Corsia ...Rainey
- Stanley Clements ...Yonzi
- Roman Bohnen ...Barney Teener
- Lora Lee Michel ...Sonya
- Harry Shannon ...policial Garrett
- Charles Trowbridge ...juiz Fuller (sem créditos)